# Andover Newton Theological School

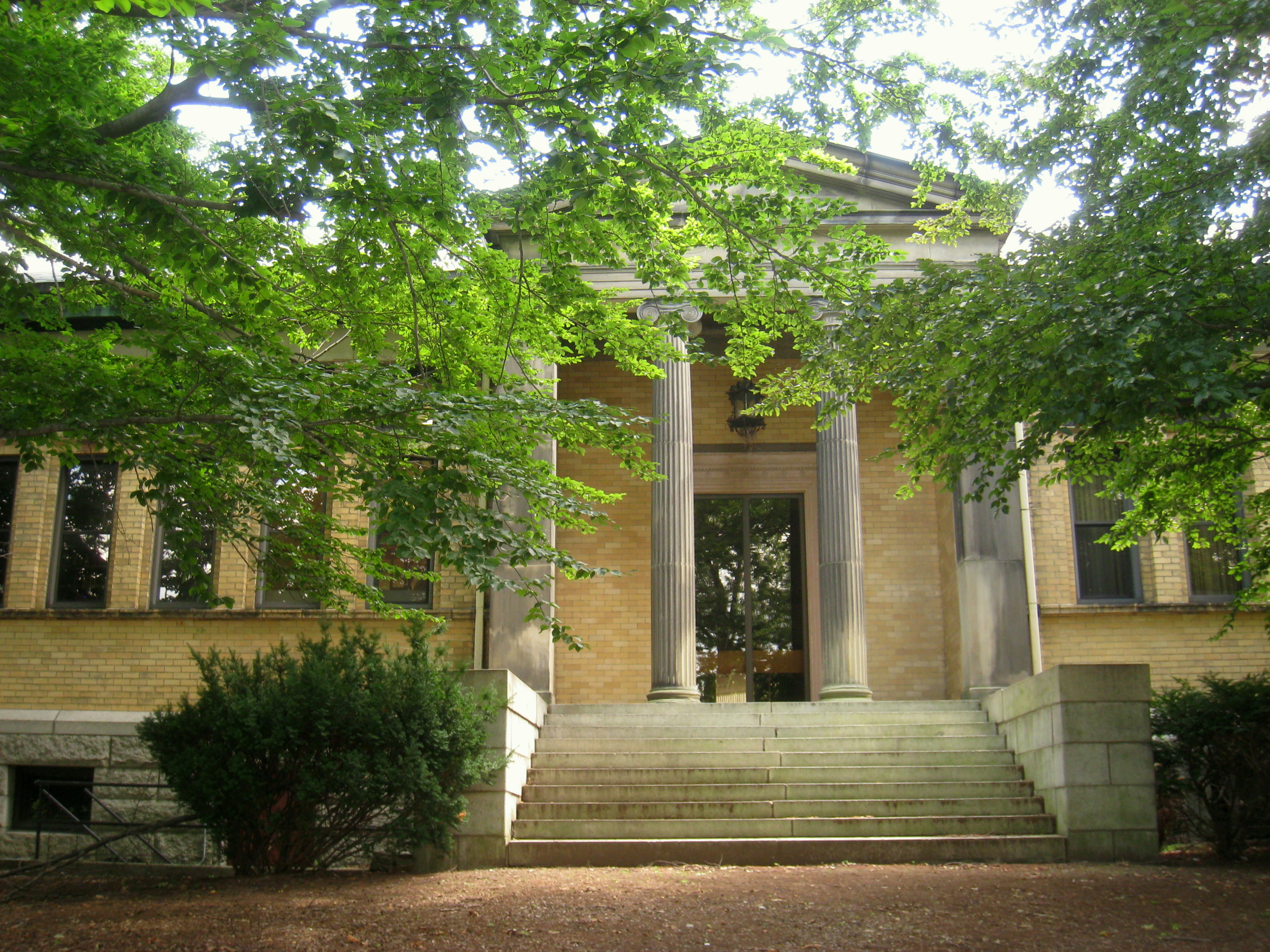
Wejście do Franklin Trask Library

Andover Newton Theological School (ANTS) – wyższa uczelnia w Newton (Massachusetts). Była najstarszym seminarium duchownym założonym w USA. Seminarium było związane z American Baptist Churches USA i Zjednoczonym Kościołem Chrystusa. Było częścią członkiem Boston Theological Institute, największego konsorcjum teologicznego na świecie.
Andover Newton powstało w 1965 roku w wyniku połączenia Andover Theological Seminary i Newton Theological Institution. Andover Theological Institution powstało w 1807 roku z inicjatywy kongregacjonistów w Massachusetts. Newton Theological Institution w 1825 roku dla kształcenia baptystów.
Biblioteka seminarium, Franklin Trask Library, liczy 200 000 woluminów. Przechowywany tu jest Papirus 24 z IV wieku.
W 2017 roku szkoła zamknęła swój kampus pod Bostonem i stała się częścią Yale Divinity School.